# International Academy of Osteopathy
Pour les articles homonymes, voir IAO.
L’International Academy of Osteopathy (IAO) est une école internationale offrant plusieurs formations académiques en ostéopathie. Ces formations sont en accord avec la déclaration de Bologne et amènent au diplôme en ostéopathie, au Bachelor of Science with Honours in Osteopathy ou Master of Science en Ostéopathie.

## Histoire
L’International Academy of Osteopathy (IAO) a été fondée en 1987 par Grégoire Lason, Luc Peeters et Michel Janssens (†). La première école d’ostéopathie en Allemagne a été fondée en 1987 et une deuxième école a rapidement suivi en Norvège en 1992. Un an plus tard, la première école à temps plein a suivi en Belgique.
Le 31 octobre 1998 l’IAO s’est chargée d’une primeur sur le continent. Les professeurs de l’IAO ont obtenu le diplôme universitaire en médecine ostéopathique. 
L’IAO s’est élargi encore et a fondé en 2000 sa première école au Danemark à Copenhague. En 2005 et 2006 ont suivi les écoles en Autriche et en Suisse.
L’IAO a poursuivi son combat pour l’académisation et la reconnaissance de l’ostéopathie et a ajourné l’État Belge le 16 mai 2008 pour la non-exécution de la loi sur les médecines non conventionnelles. Cette loi-cadre a été le début de la reconnaissance des 4 médecines complémentaires : l’ostéopathie, la chiropraxie, l’acupuncture et l’homéopathie. Jusqu’à 2012 il n’existe pas encore une élaboration de cette loi et alors pas encore une approche légale concrète de l’ostéopathie. L’IAO a obtenu gain de cause devant le Tribunal de Première Instance à Bruxelles. L’état Belge fait appel, la procédure est en cours.

## Collaboration
L’IAO entretient des relations académiques intenses avec plusieurs écoles, universités et associations professionnelles.
En 2004 la formation de l’IAO a été validée par l'université du pays de Galles. Les diplômés obtiennent à présent le diplôme de Bachelor of Science with honours in Osteopathy.
En 2005, l’IAO est devenu membre de l’OIA - The Osteopathic International Alliance. L’OAI est une organisation qui favorise dans tout le monde la philosophie et la pratique de la médecine ostéopathique et de l’ostéopathie.
Le 18.05.2006 l’IAO et quelques autres écoles européennes ont poursuivi le même objectif d’académisation de l’ostéopathie fondent l’ERPO - The European Register for Professional Osteopaths. « L’ERPO (European Register for Professional Osteopaths) organise la coopération des écoles offrant une formation académique en ostéopathie en Europe.”
En janvier 2009 l’IAO a conclu un accord de collaboration avec la Fhg Innsbruck (de) permettant aux diplômés de l’IAO d’obtenir le Master of Science en ostéopathie. 
En juin 2009, l’IAO et le COTN de Lille ont démarré un projet académique où les deux écoles vont collaborer au niveau des cours, de la formation permanente, de la recherche et de l’échange entre étudiants et professeurs. Cette collaboration permet aux diplômés des deux écoles de devenir des ostéopathes reconnus en Belgique et en France et d’avoir accès à l’obtention du diplôme de Bachelor of Science en ostéopathie.

## Label de qualité européen
Dix ans après sa fondation, le 27 mars 1997, l’IAO a obtenu le label de qualité ISO 9001 en tant que première école en ostéopathie en Europe.
Le label de qualité ISO 9001 élaboré par ISO /TC 176 "Quality management and quality assurance" de l’organisation internationale pour la normalisation (ISO).
L’IAO a créé et entretient un manuel de qualité sur papier avec des procédures spécifiques en rapport avec l’enseignement et les services offerts.
Début décembre 2010 les règles « Benchmarks for Training in Osteopathy » ont été publiées par l’OMS et il s’avère que l’IAO suive le curriculum indicatif de l’OMS.

## Formations
L’IAO offre différentes formations amenant au diplôme en ostéopathie, au Bachelor of Science with Honours in Osteopathy ou un Master of Science en Ostéopathie.
De plus, l’IAO offre également un cours de « manipulations et techniques des tissus mous » en Belgique et aux Pays-Bas ainsi que toute une série de formations post-académiques (ostéopathie dans le sport, en pédiatrie, alimentation, etc. 
Les formations sont données à temps partiel et nécessitent une connaissance médicale de base. A Gand en Belgique, une formation à temps plein est organisée pour les étudiants sortant de l’enseignement secondaire.

## Lieux des cours
L’IAO offre ses formations en Belgique (Anvers, Gand, Louvain-la-Neuve), aux Pays-Bas (Zeist), en Allemagne (Berlin, Bonlanden, Darmstadt, Dortmund, Dresden, Erlangen, Hamburg, Leipzig, Melle, München, Neuss, Passau, Stuttgart), en Autriche (Innsbruck, Wenen), en Suisse (Brunnen) et au Danemark (Copenhague) en Turquie (Istanbul).

## Direction
L’IAO est dirigée depuis 1987 par Grégoire Lason et Luc Peeters. Ils sont responsables pour le bon fonctionnement de l’école et fournissent un travail de pionnier pour la reconnaissance et l’académisation de l’ostéopathie.
La direction est soutenue par cinq vice-directeurs : Hugo De Cock, Jo Parmentier, Johan Schelpe, Peter Frassmann et Marc Asche.

## Référence
1. 1 2 3  (en) « Home of The International Academy of Osteopathy - IAO », sur osteopathie.eu (consulté le 27 septembre 2020).
2. ↑  « Zoek een osteopaat / Osteopathie.be », sur professioneleosteopaten.be (consulté le 27 septembre 2020).
3. ↑  « Osteopathic International Alliance », sur oialliance.org via Wikiwix (consulté le 4 octobre 2023).
4. ↑  http://www.erpo.org/fra/index.htm
5. ↑  (en) « Home of The International Academy of Osteopathy - IAO », sur osteopathie.eu (consulté le 27 septembre 2020).
6. ↑  (en) « Home of The International Academy of Osteopathy - IAO », sur osteopathie.eu (consulté le 27 septembre 2020).